# Barbara Rawdon-Hastings, Marquesa de Hastings
Barbara Rawdon-Hastings, Marquesa de Hastings, 20.ª Baronesa Grey de Ruthin (nascida Yelverton; Brandon, 20 de maio de 1810 – 19 de novembro de 1858) foi uma nobre inglesa. Foi casada com George Rawdon-Hastings, 2.º Marquês de Hastings, e, após sua morte, casou com o almirante Hastings Reginald Henry. Ela era mais conhecida por ser uma ávida colecionadora de fósseis, os quais coletou entre 1839 e 1850, além de ser escritora de geologia, cujos trabalhos dedicados em ambas as áreas são respeitados por cientistas contemporâneos. Hoje, sua coleção de 1.500 fósseis encontra-se no Museu de História Natural de Londres.

## Família
Barbara foi a única filha de Henry Yelverton, 19.º Barão Grey de Ruthin e de Anna Maria Kelham.
Os seus avós paternos eram o coronel Edward Thoroton Gould e Barbara Yelverton. Os seus avós maternos eram William Kelham e esposa de nome desconhecido.

## Biografia
O pai de Barbara, o 19.º barão, era amigo de Lord Byron, que se referiu à esposa dele, Anna Maria, como "rústica." Quando tinha apenas alguns meses de idade, Barbara sucedeu o pai após sua morte, em outubro de 1810.
Não se sabe muito sobre a infância e educação da jovem baronesa. Em 1817, Barbara morava em Derbyshire, na antiga casa de Castlefields, propriedade da família Borrows.
Em 18 de agosto de 1831, Barbara se casou com George Rawdon-Hastings, filho de Francis Rawdon-Hastings, 1.° Marquês de Hastings e de Flora Mure-Campbell, 6.ª Condessa de Loudoun. Ela tinha 21 anos de idade, e ele, 23. O casal teve seis filhos.
Barabara recebeu o apelido de "a marquesa alegre", pois ela adorava viajar para outros países e gostava de apostas; ela adorava a cidade de Paris.
De 1830 a 1831, George foi Senhor da Câmara do rei Guilherme IV do Reino Unido.
Em 1840, o marquês tornou-se conde de Loundon, após a morte da mãe. Ele faleceu alguns anos depois, em 13 de janeiro de 1844, enquanto a esposa estava grávida do sexto filho.
A baronesa não permaneceu viúva por muito tempo, e logo veio a se casar com Hastings Reginald Henry, um almirante da Marinha Real, em 9 de abril de 1845. Henry, em 1849, adotou o sobrenome Yelverton, da esposa, por meio de uma licença real. O casal se estabeleceu em Efford House, próximo a Lymington, em Hampshire, e tiveram uma filha, Barbara.

### Colecionadora de fósseis e geóloga
A marquesa era especialista em fósseis de vertebrados. Desde 1855, a sua coleção que contém espécimes encontrados na Europa, está presente no Museu Britânico. O biólogo e paleontólogo, Richard Owen, escreveu sobre os milhares de fósseis presentes na então coleção privada de Barbara, em Efford House, entre eles "alguns dos melhores do mundo."
O conhecimento da baronesa sobre geologia local, especialmente sobre a época do Eoceno, e o seu trabalho meticuloso com fósseis, lhe deram uma experiência a qual era respeitada por acadêmicos. A marquesa se associou com muito cientistas importantes durante sua vida, incluindo Gideon Mantell, Edward Forbes, Charles Lyell, Alexander Falconer, William Buckland e Richard Owen. Forbes se referiu a ela como uma "fossilista", e reconheceu o seu trabalho. Existem 64 cartas trocadas entre ela e Owen que estão hoje preservadas na Coleção do Museu de História Natural de Richard Owen.
Segundo Owen, ela era:
"uma das mais excelentes (e, sem exceção, a mais inteligente) mulheres que eu já conheci."
Mesmo grávida, a sua paixão por fósseis de tartaruga (do gênero trionyx) e de crocodilos não tinha limites, pois Barbara escreveu para Owen que estava mais preocupada com o bem estar do espécime que ela tinha lhe enviado, do que com a sua gravidez:
"Caso eu estivesse em condições de viajar, eu mesma levaria os meus tesouros, mas, como, em dois meses estarei sendo confinada, eu sou obrigada a ficar quieta..."
Logo após o parto, ainda escreveu a ele:
"Estou morrendo de vontade de retomar os meus trabalhos – no campo geológico."
Owen propôs nomear o fóssil de crocodilo que Barbara havia descoberto em Barton Beds, no penhasco na vila de Hordle, em Hampshire, de Crocodilus hastingsae (agora chamado de Diplocynodon), para honrar "a senhora talentosa por quem o único exemplo perfeito da espécie foi encontrado e restaurado."
Em 1847, a baronesa apresentou a sua tese sobre fósseis na reunião de Oxford da Associação Britânica para o Avanço da Ciência, na qual havia a exibição de dois crânios de crocodilo, e o casco de uma tartaruga do penhasco de Hordle. Ela argumentou que os restos de crocodilo que foram encontrados no litoral de Hampshire, e também na Ilha de Wight, mostravam que a região do Solent, outrora, fora composta por água doce de rio ou lago. Imediatamente depois, Owen explicou que os fósseis de Hampshire sugeriam a existência dum novo gênero de paquidermes, o qual ele nomeou Plagiolophus, que estavam entre a categoria dos Palaeotherium e Anoplotherium, durante a sua apresentação sobre os mesmos fósseis.
Em 1852 e 1853, Barbara publicou teses sobre a estratigrafia do penhasco de Hordle (o qual ela chamou de penhasco de Hordwell), o primeiro relato preciso sobre tal. Ela declarou que o seu objetivo era dar informações regionais da qual um relato abrangente sobre a estratigrafia do terciário poderia ser criada.
Apesar de todo o seu trabalho e dedicação, algo drástico e desconhecido aconteceu, o que levou Barbara a vender toda a sua coleção uma década após ter dado início a mesma. Junto a coleção, vendeu Efford House, em 1851.
Em 18 de novembro de 1858, quanto tinha 48 anos, a baronesa faleceu devido a um derrame, em Roma. Ela foi enterrada no Cemitério Protestante, em Roma. Seu legado foi uma coleção de 1.500 fósseis, agora presentes no Museu de História Natural de Londres, que, segundo Barbara disse ao amigo, Owen, eram maravilhas que ela havia achado.

## Descendência
Do primeiro casamento:
- Paulyn Reginald Serlo Rawdon-Hastings, 3.º Marquês de Hastings (2 de junho de 1832 – 17 de janeiro de 1851), sucessor do pai. Não se casou e nem teve filhos
- Edith Maud Rawdon-Hastings, 10.ª Condessa de Loudoun (10 de dezembro de 1833 – 23 de janeiro de 1874), sucessora do irmão mais novo, Henry, como condessa e baronesa. Foi esposa de Charles Clifton, 1.º Barão Donington, que mudou o nome, junto com a esposa, para Abney-Hastings. Teve seis filhos;
- Bertha Lelgarde Rawdon-Hastings, 22.ª Baronesa Grey de Ruthin (30 de abril de 1835 – 15 de dezembro de 1887), sucessora do irmão mais novo, Henry. Foi casada com Augustus Wykeham Clifton, com quem teve quatro filhos;
- Victoria Maria Louisa Rawdon-Hastings (18 de julho de 1837 – 30 de março de 1888), foi esposa de John Forbes Stratford Kirwan, alto xerife do condado de Longford em 1860, com quem teve cinco filhos;
- Henry Weysford Charles Plantagenet Rawdon-Hastings, 4.º Marquês de Hastings (22 de julho de 1842 – 10 de novembro de 1868), sucessor do irmão. Foi noivo de Alice Mary Elizabeth March Phillipps de Lisle, mas acabou se casando com Florence Paget. Não teve descendência;
- Frances Augusta Constance Muir Rawdon-Hastings (16 de março de 1844 – 1 de setembro de 1910), foi esposa de Charles Marsham, 4.º Conde de Romney, com quem teve cinco filhos.

Do segundo casamento:
- Barbara Yelverton (12 de janeiro de 1849 – 1 de outubro de 1924), foi esposa de John Yarde-Buller, 2.º Barão Churston de Churston Ferrers e Lupton, com quem teve três filhos.